# Campeonato Sudamericano de Voleibol Femenino Sub-20 de 2006
La XVIII edición del Campeonato Sudamericano de Voleibol Femenino Sub-20 se llevó a cabo del 11 al 15 de octubre en el departamento de Caracas, Venezuela. Los equipos nacionales compitieron por un cupo para el Campeonato Mundial de Voleibol Femenino Sub-20 de 2007 a realizarse en Tailandia. 

## Equipos participantes
- Argentina
- Brasil
- Colombia
- Perú
- Uruguay
- Venezuela

## Primera fase

### Grupo

#### Resultados
| Fecha    | Encuentro             | Resultado | Set   | Set   | Set   | Set   | Set   | Puntuación total |
| Fecha    | Encuentro             | Resultado | 1     | 2     | 3     | 4     | 5     | Puntuación total |
| -------- | --------------------- | --------- | ----- | ----- | ----- | ----- | ----- | ---------------- |
| 11-10-06 | Brasil - Uruguay      | 3-0       | 25-08 | 25-12 | 25-13 |       |       | 75-33            |
| 11-10-06 | Argentina - Colombia  | 3-0       | 25-19 | 25-20 | 25-15 |       |       | 75-54            |
| 11-10-06 | Venezuela - Perú      | 3-1       | 25-19 | 25-15 | 25-27 | 25-23 |       | 100-84           |
| 12-10-06 | Brasil - Colombia     | 3-0       | 25-09 | 25-22 | 25-08 |       |       | 75-39            |
| 12-10-06 | Argentina - Perú      | 3-0       | 25-22 | 25-18 | 25-16 |       |       | 75-56            |
| 12-10-06 | Venezuela - Uruguay   | 3-0       | 25-10 | 25-16 | 25-19 |       |       | 75-45            |
| 13-10-06 | Colombia - Uruguay    | 3-1       | 25-19 | 25-19 | 22-25 | 25-21 |       | 97-84            |
| 13-10-06 | Brasil - Perú         | 3-0       | 25-16 | 25-17 | 25-16 |       |       | 75-49            |
| 13-10-06 | Argentina - Venezuela | 3-2       | 15-25 | 25-23 | 23-25 | 25-23 | 26-24 | 114-120          |
| 14-10-06 | Argentina - Uruguay   | 3-0       | 25-11 | 25-23 | 25-09 |       |       | 75-43            |
| 14-10-06 | Perú - Colombia       | 3-0       | 25-21 | 25-23 | 25-23 |       |       | 75-67            |
| 14-10-06 | Brasil - Venezuela    | 3-0       | 25-15 | 25-21 | 25-15 |       |       | 75-51            |
| 15-10-06 | Perú - Uruguay        | 3-0       | 25-11 | 25-12 | 25-21 |       |       | 75-44            |
| 15-10-06 | Brasil - Argentina    | 3-0       | 25-20 | 25-20 | 25-17 |       |       | 75-57            |
| 15-10-06 | Venezuela - Colombia  | 3-0       | 25-20 | 25-17 | 25-18 |       |       | 75-55            |

### Clasificación
| Pos | Equipo    | PJ | PG | PP | SF | SC | PTS |
| --- | --------- | -- | -- | -- | -- | -- | --- |
| 1   | Brasil    | 5  | 5  | 0  | 15 | 0  | 5   |
| 2   | Argentina | 5  | 4  | 1  | 12 | 5  | 4   |
| 3   | Venezuela | 5  | 3  | 2  | 11 | 7  | 3   |
| 4   | Perú      | 5  | 2  | 3  | 7  | 9  | 2   |
| 5   | Colombia  | 5  | 1  | 4  | 3  | 13 | 1   |
| 6   | Uruguay   | 5  | 0  | 5  | 1  | 15 | 0   |

## Distinciones individuales
| Distinción      | Nombre                 | Equipo    |
| --------------- | ---------------------- | --------- |
| MVP             | Betina Schmidt         | Brasil    |
| Mejor ataque    | Natalia Pereira        | Brasil    |
| Mejor bloqueo   | Maria de Lourdes Silva | Brasil    |
| Mejor servicio  | Yamila Nizetich        | Argentina |
| Mejor armadora  | Betina Schmidt         | Brasil    |
| Mejor recepción | Camila Brait           | Brasil    |
| Mejor defensa   | Lerbys Contreras       | Venezuela |
| Mejor líbero    | Camila Brait           | Brasil    |

## Clasificación general
| Pos | Equipo    |
| --- | --------- |
| 1   | Brasil    |
| 2   | Argentina |
| 3   | Venezuela |
| 4   | Perú      |
| 5   | Colombia  |
| 6   | Uruguay   |

| Predecesor: Bolivia 2004 | Campeonato Sudamericano de Voleibol Femenino Sub-20 Venezuela 2006 | Sucesor: Perú 2008 |